# گرمارود علیا
گرمارود علیا، روستایی از توابع بخش رودبارالموت شهرستان قزوین در استان قزوین ایران است. زبان رایج در گرمارود علیا تاتی است.

## جمعیت
این روستا در دهستان معلم کلایه قرار دارد و براساس سرشماری مرکز آمار ایران در سال ۱۳۸۵، جمعیت آن ۱۲۴ نفر (۳۵خانوار) بوده‌است.